# Estland op de Olympische Winterspelen 2002
Tijdens de Olympische Winterspelen van 2002, die in Salt Lake City (Verenigde Staten) werden gehouden, nam Estland voor de zesde keer deel.

## Medailleoverzicht
| Sport      | Olympiër        | Discipline         | Medaille |
| ---------- | --------------- | ------------------ | -------- |
| Langlaufen | Andrus Veerpalu | 15 km klassiek (m) | Goud     |
| Langlaufen | Andrus Veerpalu | 50 km klassiek (m) | Zilver   |
| Langlaufen | Jaak Mae        | 15 km klassiek (m) | Brons    |

## Deelnemers en resultaten
(m) = mannen, (v) = vrouwen 

### Biatlon
| Olympiër                                                          | Discipline                | Resultaat | Prestatie |
| ----------------------------------------------------------------- | ------------------------- | --------- | --- |
| Dimitri Borovik                                                   | 10 km sprint (m)          | 30e       | 26.50,1 (+1.58,8) pen.: 2 (1 + 1) |
| Dimitri Borovik                                                   | 12,5 km achtervolging (m) | 26e       | +2.58,5 pen.: 2 (1 + 0 + 0 + 1) |
| Dimitri Borovik                                                   | 20 km (m)                 | 56e       | 58.02,5 (+6.59,2) pen.: 5 (0 + 2 + 1 + 2) |
| Roland Lessing                                                    | 10 km sprint (m)          | 70e       | 28.34,4 (+3.43,1) pen.: 2 (2 + 0) |
| Roland Lessing                                                    | 20 km (m)                 | 45e       | 57.08,4 (+6.05,1) pen.: 3 (2 + 1 + 0 + 0) |
| Janno Prants                                                      | 10 km sprint (m)          | 45e       | 27.29,2 (+2.37,9) pen.: 3 (1 + 2) |
| Janno Prants                                                      | 12,5 km achtervolging (m) | dnf       | opgave |
| Janno Prants                                                      | 20 km (m)                 | 63e       | 59.14,0 (+8.10,7) pen.: 6 (0 + 2 + 3 + 1) |
| Indrek Tobreluts                                                  | 10 km sprint (m)          | 48e       | 27.31,1 (+2.39,8) pen.: 2 (0 + 2) |
| Indrek Tobreluts                                                  | 12,5 km achtervolging (m) | 41e       | +4.22,8 pen.: 3 (1 + 0 + 1 + 1) |
| Indrek Tobreluts                                                  | 20 km (m)                 | 53e       | 57.52,1 (+6.48,8) pen.: 4 (1 + 1 + 0 + 2) |
| Team Janno Prants Indrek Tobreluts Dimitri Borovik Roland Lessing | 4x7,5 km estafette (m)    | 11e       | 1:28.38,2 (+4.55,9) pen.: 1-11 22.21,4 pen.: 0-2 (0-0 + 0-2) 21.27,8 pen.: 0-2 (0-0 + 0-2) 22.32,2 pen.: 1-6 (0-3 + 1-3) 22.16,8 pen.: 0-1 (0-1 + 0-0) |

### Kunstrijden
| Olympiër       | Discipline | Resultaat | Prestatie           |
| -------------- | ---------- | --------- | ------------------- |
| Margus Hernits | mannen     | 27e       | dnq (korte kür: 27) |

### Langlaufen
| Olympiër                                              | Discipline                       | Resultaat | Prestatie                                                       |
| ----------------------------------------------------- | -------------------------------- | --------- | --------------------------------------------------------------- |
| Meelis Aasmäe                                         | 15 km klassiek (m)               | 40e       | 40.31,2 (+3.23,8)                                               |
| Meelis Aasmäe                                         | 50 km klassiek (m)               | 48e       | 2:27.18,8 (+20.58,0)                                            |
| Jaak Mae                                              | 15 km klassiek (m)               | Brons     | 37.50,8 (+43,4)                                                 |
| Jaak Mae                                              | achtervolging 10 km+10 km (m)    | 8e        | +23,2 (klassiek:26.31,1 + vrije stijl:23.41,1)                  |
| Priit Narusk                                          | sprint (m)                       | 38e       | dnq, kwal.:3.01,75 (+11,68)                                     |
| Priit Narusk                                          | 15 km klassiek (m)               | 57e       | 43.03,2 (+5.55,8)                                               |
| Priit Narusk                                          | achtervolging 10 km+10 km (m)    | 53e       | +3.56,3 (klassiek:28.22,5 + vrije stijl:25.23,2)                |
| Raul Olle                                             | 50 km klassiek (m)               | 18e       | 2:15.00,0 (+8.39,2)                                             |
| Pavo Raudsepp                                         | sprint (m)                       | 34e       | dnq, kwal.:3.01,04 (+10,97)                                     |
| Pavo Raudsepp                                         | 30 km vrije stijl massastart (m) | 60e       | 1:23.08,3 (+11.37,3)                                            |
| Indrek Tobreluts                                      | sprint (m)                       | 32e       | dnq, kwal.:3.00,02 (+9,95)                                      |
| Andrus Veerpalu                                       | 15 km klassiek (m)               | Goud      | 37.07,4                                                         |
| Andrus Veerpalu                                       | 50 km klassiek (m)               | Zilver    | 2:06.44,5 (+23,7)                                               |
| Team Raul Olle Andrus Veerpalu Jaak Mae Meelis Aasmäe | 4x10 km estafette (m)            | 9e        | 1:36.07,0 (+3.21,5) 25.16,7 23.45,2 22.08,0 24.57,1             |
|                                                       |                                  |           |                                                                 |
| Piret Niglas                                          | 10 km klassiek (v)               | 51e       | 32.49,1 (+4.43,5)                                               |
| Piret Niglas                                          | achtervolging 5 km+5 km (v)      | 54e       | niet geplaatst vrije stijl (klassiek:14.36,9 + vrije stijl:dnq) |
| Katrin Šmigun                                         | 10 km klassiek (v)               | 42e       | 31.10,2 (+3.04,6)                                               |
| Katrin Šmigun                                         | 15 km vrije stijl massastart (v) | 23e       | 42.25,6 (+2.31,2)                                               |
| Katrin Šmigun                                         | 30 km klassiek (v)               | 13e       | 1:36.04,0 (+5.06,9)                                             |
| Kristina Šmigun                                       | sprint (v)                       | 25e       | dnq, kwal.:3.20,94 (+8,18)                                      |
| Kristina Šmigun                                       | 10 km klassiek (v)               | dnf       | opgave                                                          |
| Kristina Šmigun                                       | 15 km vrije stijl massastart (v) | 7e        | 40.33,6 (+39,2)                                                 |
| Kristina Šmigun                                       | 30 km klassiek (v)               | 7e        | 1:33.52,7 (+2.55,6)                                             |
| Kristina Šmigun                                       | achtervolging 5 km+5 km (v)      | 13e       | +38,7 (klassiek:13.51,5 + vrije stijl:11.57,6)                  |

### Noordse combinatie
| Olympiër      | Discipline      | Resultaat | Prestatie                                   |
| ------------- | --------------- | --------- | ------------------------------------------- |
| Tambet Pikkor | individueel (m) | dnf       | opgave — schans: 213,0 p — 15 km: dns       |
| Tambet Pikkor | sprint (m)      | 40e       | +3.58,0 — schans: 96,7 p — 7,5 km: 18.56,1  |
| Jens Salumäe  | individueel (m) | 40e       | +9.15,7 — schans: 220,5 p — 15 km: 44.32,4  |
| Jens Salumäe  | sprint (m)      | 37e       | +2.49,1 — schans: 111,8 p — 7,5 km: 18.44,2 |

### Schansspringen
| Olympiër      | Discipline              | Resultaat | Prestatie                                                              |
| ------------- | ----------------------- | --------- | ---------------------------------------------------------------------- |
| Jaan Jüris    | normale schans ind. (m) | 56e       | kwalificatie 44e — uitgeschakeld: 75,0 p. (79,0 m)                     |
| Jaan Jüris    | grote schans ind. (m)   | 54e       | kwalificatie 40e — uitgeschakeld: 100,5 p. (74,4 m)                    |
| Tambet Pikkor | grote schans ind. (m)   | 66e       | kwalificatie 52e — uitgeschakeld: 85,0 p. (39,0 m)                     |
| Jens Salumäe  | grote schans ind. (m)   | 49e       | 78,9 p. — 78,9 p. (103,0 m) + dnq kwalificatie 16e — 112,5 p. (99,5 m) |

Amerikaanse Maagdeneilanden · Andorra · Argentinië · Armenië · Australië · Azerbeidzjan · België · Bermuda · Bosnië en Herzegovina · Brazilië · Bulgarije · Canada · Chili · China · Chinees Taipei · Costa Rica · Cyprus · Denemarken · Duitsland · Estland · Fiji · Finland · Frankrijk · Georgië · Griekenland · Groot-Brittannië · Hongarije · Hongkong · Ierland · IJsland · India · Iran · Israël · Italië · Jamaica · Japan · Joegoslavië · Kameroen · Kazachstan · Kenia · Kirgizië · Kroatië · Letland · Libanon · Liechtenstein · Litouwen · Macedonië · Mexico · Moldavië · Monaco · Mongolië · Nederland · Nepal · Nieuw-Zeeland · Noorwegen · Oekraïne · Oezbekistan · Oostenrijk · Polen · Roemenië · Rusland · San Marino · Slovenië · Slowakije · Spanje · Tadzjikistan · Thailand · Trinidad en Tobago · Tsjechië · Turkije · Venezuela · Verenigde Staten · Wit-Rusland · Zuid-Afrika · Zuid-Korea · Zweden · Zwitserland

Uitgesloten van deelname: Puerto Rico